# Corsivo (giornalismo)
Il corsivo, nel giornalismo, è un breve commento, incisivo, polemico oppure ironico, su una singola notizia, un personaggio o una vicenda d'interesse pubblico. Più che descrivere i fatti, veicola l'opinione del suo autore su di essi.
La denominazione deriva dal fatto che, quando nacque, questo tipo di articolo veniva scritto in corsivo per sottolineare, anche graficamente, la differenza rispetto al carattere tondo con cui veniva stampato il resto degli articoli.
Il corsivo è un genere che si serve di strumenti letterari estranei alle regole tradizionali del giornalismo. Ad esempio: fa ampio uso di figure retoriche o metafore ed è dichiaratamente di parte, avvicinandosi a volte allo stile satirico.
Il corsivo appare spesso sotto forma di rubrica, ed è quindi pubblicato con cadenza periodica.
Tra gli esempi L'Amaca di Michele Serra sulla Repubblica, Buongiorno di Massimo Gramellini sulla Stampa, Giulio Benedetti (La Stampa), Indro Montanelli (Corriere della Sera, il Giornale, La Voce) e Fortebraccio (l'Unità).